# Tour della nazionale maschile di rugby a 15 della Nuova Zelanda 1976
Come già nel 1974, anche nel 1976 gli All Blacks vanno due volte in tour. La prima visita, a luglio-settembre in Sud Africa, la seconda a settembre in Sud America.

## Tour in Sudafrica
Gli All Blacks perdono la serie con il Sudafrica con 3 sconfitte e una sola vittoria nel Test Match.
| East London 30 giugno 1976 | Border Invitation XV | 0 – 24 | Nuova Zelanda XV | (Border R.U. Ground) |

| Port Elizabeth 3 luglio 1976 | Eastern Province | 15 – 28 | Nuova Zelanda XV | (Boet Erasmus) |

| Città del Capo 7 luglio 1976 | South African Proteas | 3 – 25 | Nuova Zelanda XV | (Gooedward) |

| Città del Capo 10 luglio 1976 | SA Invitation XV | 24 – 31 | Nuova Zelanda XV | (Newlands) |

| Wellington (Nuova Zelanda) 14 luglio 1976 | Boland Invitation XV | 6 – 42 | Nuova Zelanda XV | (Boland Stadium) |

| Città del Capo 17 luglio 1976 | Western Province | 12 – 11 | Nuova Zelanda XV | (Newlands) |

| Port Elizabeth 20 luglio 1976 | Sudafrica Gazelles | 15 – 21 | Nuova Zelanda XV | (Boet Erasmus) |

| Durban 24 luglio 1976 | Sudafrica | 16 – 7 | Nuova Zelanda | Kings Park (44000 spett.) |

| Potchefstroom 28 luglio 1976 | Western Transvaal | 3 – 42 | Nuova Zelanda XV | (Olen Park) |

| Johannesburg 31 luglio 1976 | Transvaal | 10 – 12 | Nuova Zelanda XV | (Ellis Park) |

| Pretoria 4 agosto 1976 | South African Universities | 9 – 21 | Nuova Zelanda XV | (Loftus Versfeld) |

| Springs 7 agosto 1976 | Eastern Transvaal | 12 – 26 | Nuova Zelanda XV | (PAM Brink) |

| Welkom 10 agosto 1976 | Orange Free State Country Inv. XV | 6 – 31 | Nuova Zelanda XV | (Welkom Ground) |

| Bloemfontein 14 agosto 1976 | Sudafrica | 9 – 15 | Nuova Zelanda | (Free State Stadium) |

| Johannesburg 18 agosto 1976 | Quagga-Barbarians | 31 – 32 | Nuova Zelanda XV | Ellis Park |

| Pretoria 21 agosto 1976 | Northern Transvaal | 29 – 27 | Nuova Zelanda XV | (Loftus Versfeld) |

| Witbank 24 agosto 1976 | Transvaal Country XV | 13 – 48 | Nuova Zelanda XV | (Witbank Ground) |

| Durban 28 agosto 1976 | Natal | 13 – 42 | Nuova Zelanda XV | (King's Park) |

| East London 31 agosto 1976 | Leopards | 0 – 31 | Nuova Zelanda XV | (Mdantsana) |

| Città del Capo 4 settembre 1976 | Sudafrica | 15 – 10 | Nuova Zelanda | (Newlands) |

| Upington 6 settembre 1976 | NW Cape Invitation XV | 17 – 34 | Nuova Zelanda XV | (Danie Kuys) |

| Bloemfontein 11 settembre 1976 | Orange Free State | 15 – 10 | Nuova Zelanda XV | (Free State Stadium) |

| Kimberley (Sudafrica) 14 settembre 1976 | Griq.West Invitation XV | 3 – 26 | Nuova Zelanda XV | (de Beer's Stadium) |

| Johannesburg 18 settembre 1976 | Sudafrica | 15 – 14 | Nuova Zelanda | Ellis Park |

## Il Tour in Sud America
Una nazionale, sostanzialmente diversa si reca in tour in Sud America un mese dopo. Vengono disputati i primi due incontri ufficiali con l'Argentina.

| Montevideo 12 ottobre 1976 | Uruguay | 3 – 64 | Nuova Zelanda XV |  |

| Arbitro: | Florencio Varela |

|                                                                         |           |                                                                   |
| mete: I. Gutiérrez O'Farrell Cerioni; trasf.: Igarzábal c.p.: Igarzábal | Marcatori | mete: Wilson 2 Jaffray, Granger trasf.: Rowlands c.p.: Rowlands 2 |

| Arbitro: | Bruno Bertelli. |

|                                               |           |                                                                                 |
| mete: Morgan c.p.: Guarrochena 2 Baetti Drop: | Marcatori | mete: Cartwright 2 Ryan, Rollerson Spiers trasf.: Rollerson 2 c.p.: Rollerson 2 |

| Arbitro: | Ricardo Colombo |

|                        |           |                                                                                      |
| c.p.: G. Béccar Varela | Marcatori | mete: Rollerson 2 Mark Taylor 2 Mourie, Cartwright trasf.: Rowlands 2 c.p.: Rowlands |

| Arbitro: | Manuel Peralta |

|                                                           |           |                                                                                       |
| mete: Rodríguez trasf.: Gamboa c.p.: Gamboa 2 Drop: Acuña | Marcatori | mete: Granger 3 Cartwright 2, Jaffray 2 Stevens trasf.: R. Wilson 5 c.p.: R. Wilson 3 |

| Arbitro: | Michel Messan |

|                                    |           |                                                          |
| c.p.: G. Béccar Varela Drop: Porta | Marcatori | mete: Wilson, Sloane trasf.: Rowlands 2 c.p.: Rowlands 3 |

| Arbitro: | José María Cabanas |

|              |           |                                                                                                   |
| mete: Seaton | Marcatori | mete: S. Wilson, Stewart Sapsford, Haden Granger, R. Wilson trasf.: R. Wilson 5 c.p.: R. Wilson 3 |

| Arbitro: | Michel Messan |

|                     |           |                                                                                   |
| c.p.: Sansot, Porta | Marcatori | mete: Rollerson, Cron Murray Taylor Mark Taylor trasf.: Rowlands 2 c.p.: Rowlands |

| Arbitro: | Felipe Ferrari |

|                     |           |                                                                   |
| c.p.: Guarrochena 2 | Marcatori | mete: Black, Wilson trasf.: Wilson c.p.: Wilson 4 Drop: Rollerson |